# اسماعیل بن محمد ریزی
اسماعیل بن محمد ریزی عارف و فیلسوف ایرانی و قطب هفتم فلسفه اشراق اهل آبادی ریز (زرین شهر) در قرن هفتم هجری قمری است. ریزی کتاب «حیات النفوس» را به زبان فارسی به درخواست یوسف‌شاه پسر آلپ ارسلان ارغون می نگارد تا مفاهیم فلسفی را توسط کسانی که به زبان عربی آگاهی ندارند قابل فهم کند.

## زندگی
اسماعیل بن محمد ریزی، زادۀ آبادی ریز که امروزه زرین شهر نامیده می‌شود، در حدود سال ۶۳۰ هجری قمری (۱۲۳۲ میلادی) به دنیا آمد. چنانچه در نسخۀ خطی کتاب خود نوشته جهت کسب کمالات معنوی پای در راه سفر نهاده و به‌صورت تصادفی با یوسف‌شاه پسر آلب ارسلان ارغون (۶۳۷-۶۸۷) هجری قمری که در اوج جوانی بوده هم‌سفر می‌شود. ریزی او را علاقه‌مند به کسب مکارم اخلاق و علوم می‌بیند و در سفر دوم به بغداد نخست «رسالۀ نصرتیه» را در دو قسم حکمت علمی و عملی و سپس با تأیید و تاکید پادشاه کتاب «حیات النفوس» را به زبان فارسی در سه فن قواعد منطق، علم طبیعی و علم الهی می نگارد.
اسماعیل ابن محمد ریزی در بررسی آثار و احوال حکیمان فلسفۀ اشراق که به چهار گروه بخش‌بندی می‌شوند جزو گروه نخست و قطب هفتم و آخرین قطب فلسفه اشراق به شمار می‌رود.

## آثار
- نصرتیه

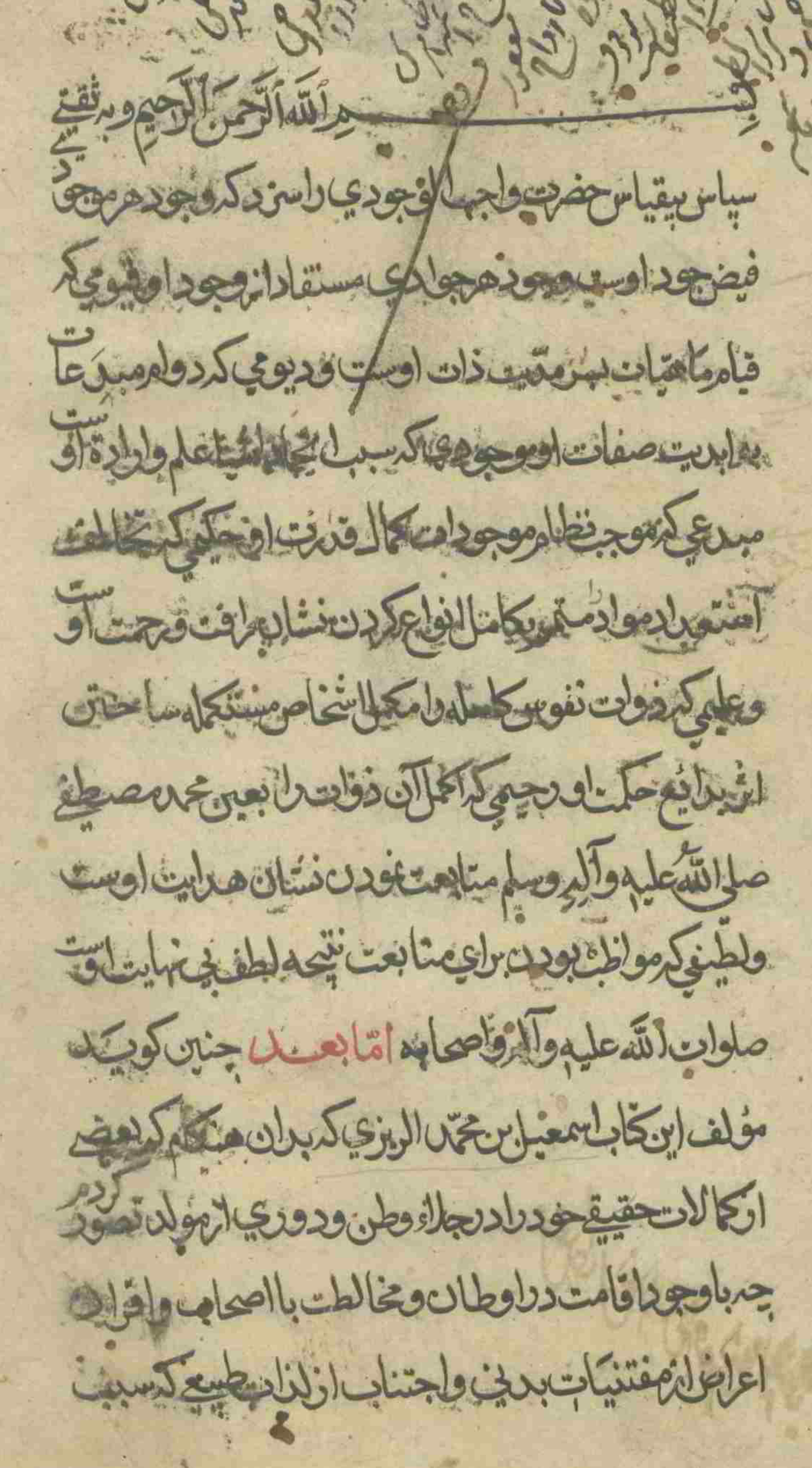
برگ نخست کتاب حیات النفوس نوشته اسماعیل بن محمد ریزی در قرن هفتم هجری قمری

اسماعیل بن محمد ریزی در پیشگفتار کتاب حیات النفوس خود نصرتیه را رساله‌ای در حکمت علمی و عملی می‌داند که در سفر بغداد برای پادشاه صاحب‌رأی یوسف‌شاه آلب ارسلان ارغون می‌نگارد.
- حیات النفوس

متنی است به زبان فارسی در فلسفۀ اشراق که بین سال‌های (۶۷۳ تا۶۸۷) هجری قمری به یوسف‌شاه پسر آلب ارسلان ارغون که توجهی به مسائل عقلی ابراز می نموده پیشکش شده‌است.
این کتاب بر سه فن قواعد منطق، مسائل علم طبیعی و علم الهی نوشته شده که در دو فن نخست متأثر از فیلسوفان مشایی و در فن الهی متأثر از روش فلسفۀ اشراقی بوده‌است.